# Девід Гок
Девід Гок (англ. David Gauke; нар. 8 жовтня 1971, Іпсвіч, Англія) — британський політик-консерватор, міністр юстиції і лорд-канцлер з 8 січня 2018.

## Біографія
Він вивчав право в Оксфордському університеті. Після року роботи як парламентського дослідника, він закінчив Юридичний коледж у Честері, перш ніж стати стажистом адвоката. Після отримання кваліфікації юриста у 1997 році, Гок працював у провідних фірмах Лондона перед обранням до парламенту у 2005 році.
У червні 2007 року він був призначений Державним міністром тіньового Казначейства, на посаді зосередився на податковій політиці, зокрема, на спрощенні податків і реформуванні податку на прибуток підприємств. Він був призначений Секретарем Казначейства 14 травня 2010 року.
Фінансовий секретар Казначейства з 15 липня 2014 по 14 липня 2016.
Головний секретар Казначейства з 14 липня 2016 по 11 червня 2017.
Міністр питань праці та пенсій з 11 червня 2017 по 8 січня 2018.
Одружений, має трьох синів.